# Synodontis levequei
Synodontis levequei är en fiskart som beskrevs av Paugy, 1987. Synodontis levequei ingår i släktet Synodontis och familjen Mochokidae. IUCN kategoriserar arten globalt som nära hotad. Inga underarter finns listade i Catalogue of Life.